# Amolita delicata
Amolita delicata är en fjärilsart som beskrevs av Barnes och Mcdunnough 1912. Amolita delicata ingår i släktet Amolita och familjen nattflyn. Inga underarter finns listade i Catalogue of Life.